# Fortín San Juan de la Cruz

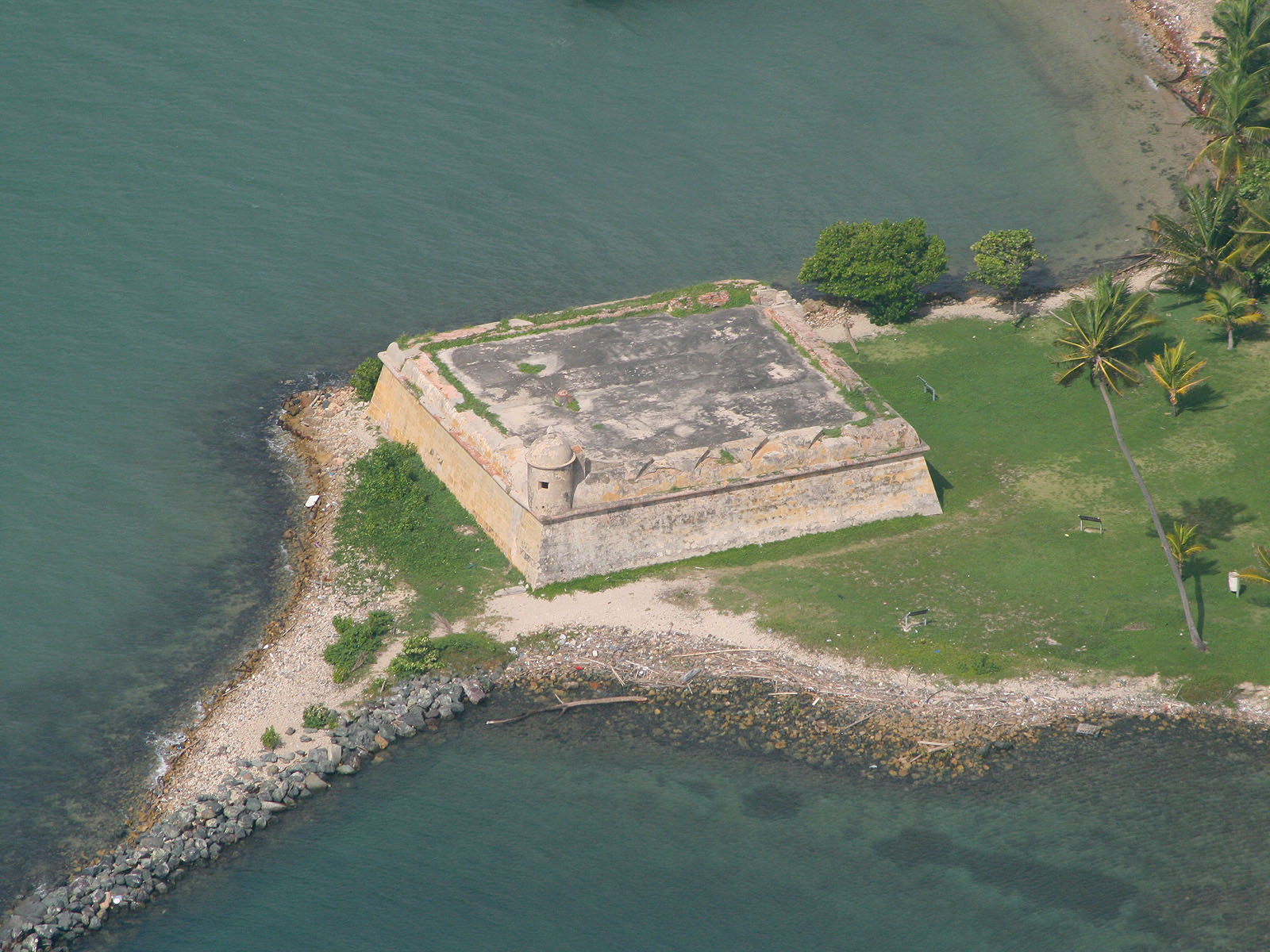
Het kasteel vanuit de lucht.

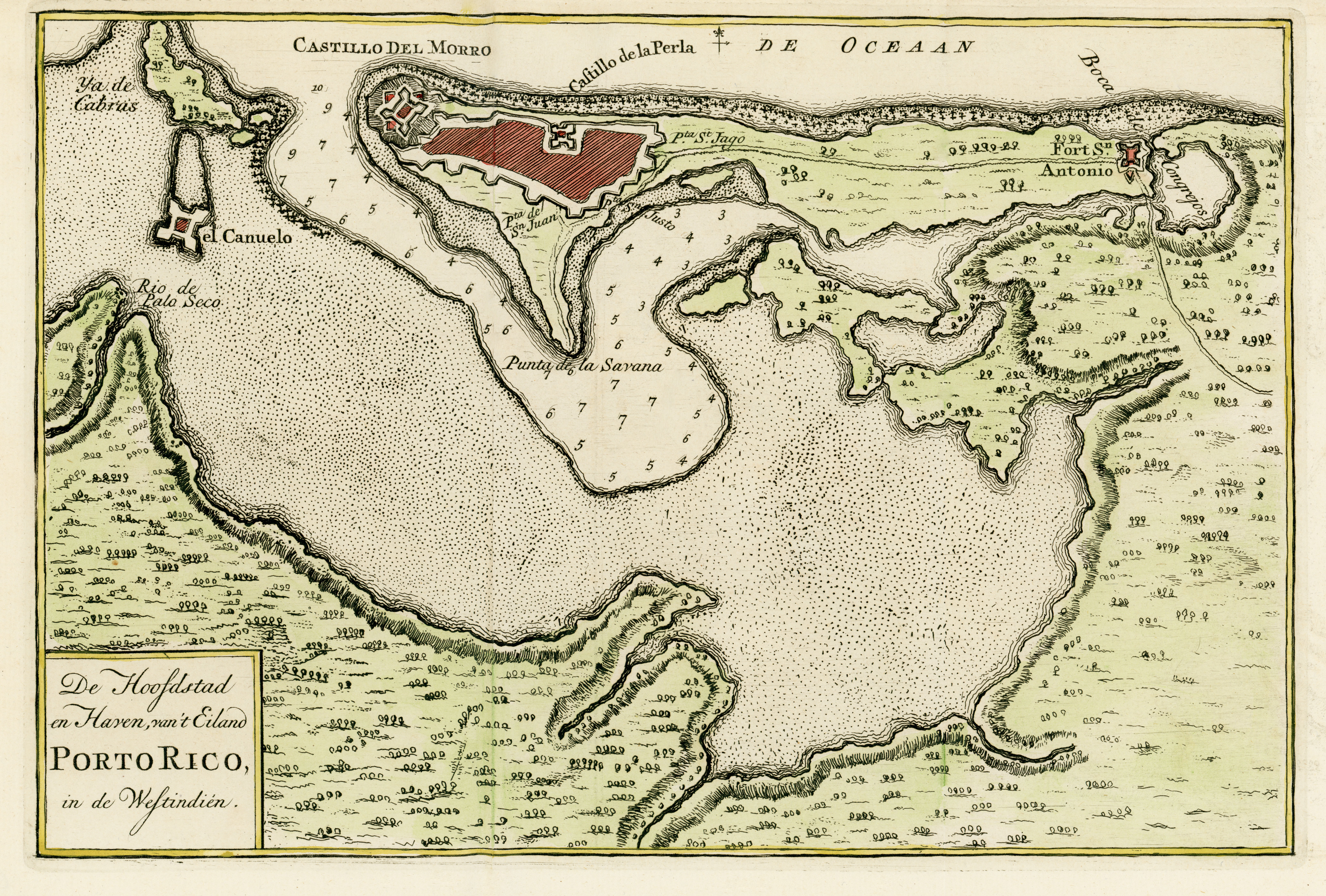
Kaart van de baai in 1766 met El Cañuelo in de linkerbovenhoek.

Het Fortín San Juan de la Cruz (Nederlands: Klein Fort Johannes van het Kruis), ook wel plaatselijk bekend als El  Cañuelo, is een 17e-eeuws Spaans fort op het tegenwoordige Isla de Cabras (Nederlands: Geiteneiland) bij San Juan op Puerto Rico. Het maakt deel uit van de San Juan National Historic Site. Het kustfort ligt op een strategische plaats aan de ingang van de Baai van San Juan tegenover Castillo San Felipe del Morro (El Morro).
In augustus 1508 werd de baai ontdekt door Juan Ponce de León. Na aanvallen door Franse kapers en meerdere opstanden tegen de Spanjaarden door de lokale Taínos in de volgende decennia, werd besloten dat San Juan moest worden versterkt. Het eerste fort wat op dit eiland werd gebouwd was van hout en kwam rond 1610 gereed. In 1625 brandde het houten fort tot de grond toe af tijdens een aanval van Nederlandse kapers onder leiding van Boudewijn Hendricksz. De Spanjaarden bouwden vervolgens een stenen fort tussen 1630 en 1660.
El Cañuelo was het kleinste fort in het verdedigingssysteem van de baai, haven en stad. Het garnizoen was klein en er was slechts een slaapzaal, een  keuken en een waterkelder aanwezig. Het fort is vierkant. De zijden zijn 24 meter lang en de muren zo'n 7 meter hoog. Op een hoekpunt van het fort, het dichtst bij de toegang tot de baai, staat een spietoren van waaruit de vijand enigszins beschut geobserveerd kon worden. Aan de zeezijde waren opstelplaatsen voor vier kanonnen. Kanonvuur vanuit dit fort en vanuit El Morro aan de overzijde maakte de toegang tot de baai een hachelijke zaak. De kortste afstand tussen beiden forten is zo'n 1,5 kilometer.
Aan het begin van de 19e eeuw nam het belang van het fort af. De kanonnen waren verbeterd en het schootsbereik was toegenomen. De kanonnen van El Morro konden de hele baai bestrijken waarmee El Cañuelo overbodig is geworden.
Het rotsachtige eiland El Cañuelo was oorspronkelijk alleen per boot bereikbaar. In 1943 werd de vaarweg van en naar de baai verdiept. De baggerspecie werd gebruikt om een dam te maken waarmee het eiland met het land werd verbonden, maar ook met het naastgelegen Isla de Cabras. Het interieur van het fort is niet voor het publiek geopend, maar men kan er wel omheen lopen. Hier vandaan heeft de bezoeker een mooi uitzicht op de baai en het kasteel aan de overzijde. 
Sinds 1983 staat het op de Werelderfgoedlijst van de Verenigde Naties.